# BCS-Theorie

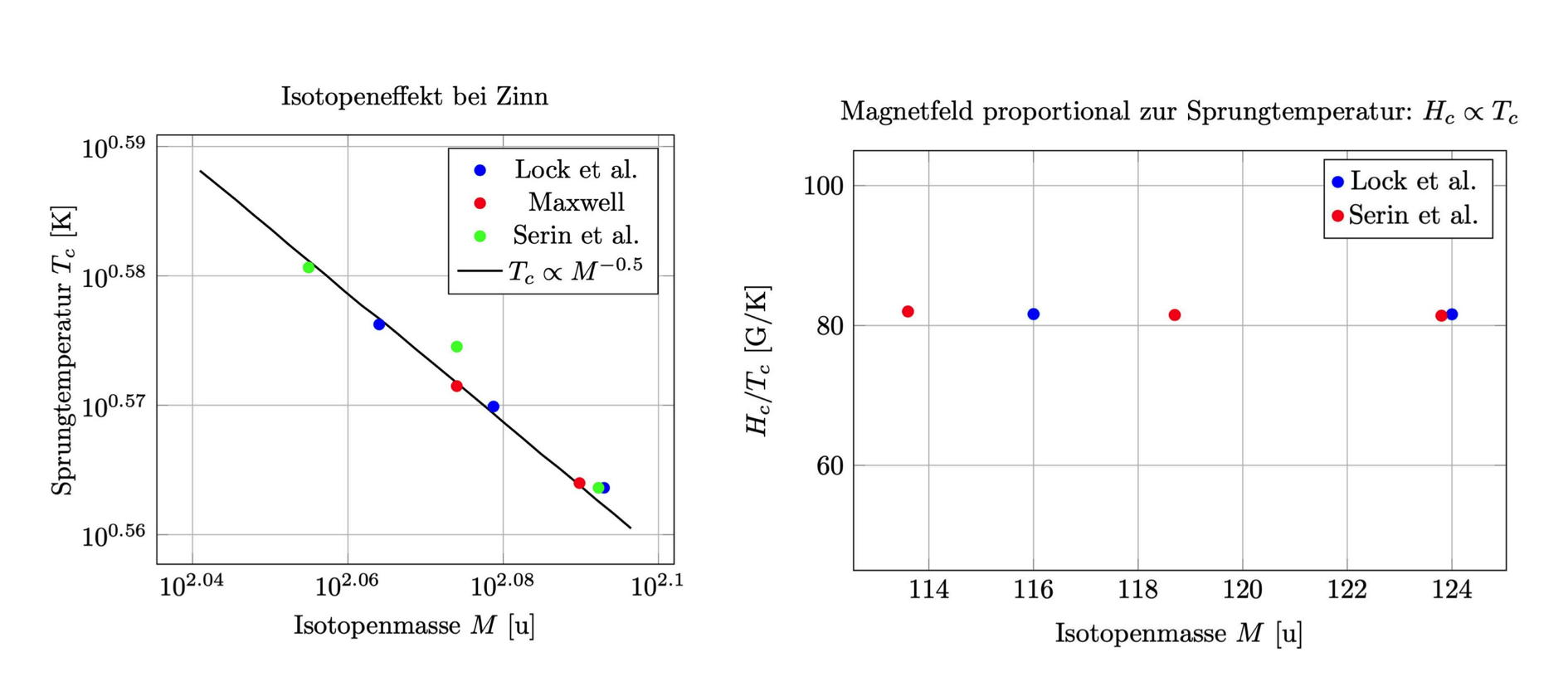
Abb. 1: Sowohl die Sprungtemperatur als auch das kritische Magnetfeld hängen bei Zinn von der Isotopenmasse ab (nach Lock et.al; Maxwell; Serin et. al)

Die BCS-Theorie ist eine Vielteilchentheorie zur Erklärung der Supraleitung in Metallen, die 1957 von John Bardeen, Leon Neil Cooper und John Robert Schrieffer entwickelt wurde. Sie erhielten dafür 1972 den Nobelpreis für Physik.

## Kurzfassung der BCS-Theorie
Die Grundlage der BCS-Theorie war die experimentelle Beobachtung, dass die Supraleitung vieler Metalle, wie z. B. Zinn in Abbildung 1, eine relativ starke Abhängigkeit der Sprungtemperatur {\displaystyle T_{c}} und dem kritischen Magnetfeld {\displaystyle H_{c}} von der Masse {\displaystyle M} des untersuchten Metallisotops zeigt:
{\displaystyle T_{c}\propto {\frac {1}{\sqrt {M}}}\quad {\text{und}}\quad {\frac {H_{c}}{T_{c}}}\approx {\text{konstant}}}
Da die Kreisfrequenz {\displaystyle \omega } der Schwingung einer Masse {\displaystyle M} an einem Federpendel der Federkonstanten {\displaystyle D} mit {\displaystyle \omega ={\textstyle {\sqrt {\frac {D}{M}}}}} ebenfalls {\displaystyle \omega \propto 1/{\sqrt {M}}} ist, deutet dies darauf hin, dass ein Mechanismus der Supraleitung die Wechselwirkung mit den masseabhängigen, quantisierten Gitterschwingungen (deren Quanten Phononen genannt werden) sein müsse.
Dies kann man sich folgendermaßen vorstellen: Ein erstes Elektron verändert das Gitter (respektive eine Gitterschwingung) durch Energieabgabe derart, dass ein zweites Elektron (z. B. durch Veränderung seiner Bahn oder Aufnahme eines Phonons) einen gleich großen Energiegewinn erzielt. Dies ist nur möglich, falls die Gitterbausteine und die Elektronen sich langsam genug (daher nur unterhalb einer kritischen Stromdichte) bewegen.
Die Idee der BCS-Schöpfer besteht darin, die Bildung von Cooper-Paaren aus je zwei Elektronen durch eine schwache anziehende Wechselwirkung zu postulieren. Elektronen sind aufgrund ihres Spins (se = 1/2) Fermionen und können als solche nicht den gleichen Zustand besetzen (Pauli-Prinzip). Im Gegensatz dazu sind die Cooper-Paare mit ganzzahligem Spin (Singulett-Zustand s=0 (antiparallele Anordnung der Elektronenspins) oder Triplett-Zustand s=1 (parallele Anordnung der Elektronenspins)) bei Prozessen, bei denen die Cooper-Paare ihre Identität behalten Bosonen und können daher gleichzeitig den gleichen Zustand, und damit alle den Grundzustand annehmen. Sie behalten ihre Identität also nur im Kondensat. Sobald die Teilchen aus dem Verbund der Cooper-Paare gelöst werden, zerfallen sie in zwei Elektronen, also in zwei Fermionen. Bleiben die Cooper-Paare im Kondensat, wie z. B. bei Dauerstromexperimenten oder Josephson-Effekten, sind sie Bosonen. Bei allen Prozessen hingegen, bei denen Cooper-Paare angeregt werden, so dass sie in Elektronen zerfallen, z. B. bei der Wechselwirkung mit Strahlung, deren Quanten in der Lage sind, Cooper-Paare aufzuspalten, sind die entstehenden Elektronen Fermionen.
Bardeen, Cooper und Schrieffer erkannten, dass eine direkte Behandlung der Elektronenpaare als Bosonen nicht ausreicht, da ihre räumliche Ausdehnung groß ist und sie sich stark überlappen. Daher kann die Supraleitung nicht einfach als Bose-Einstein-Kondensation beschrieben werden. Die zentrale Herausforderung bestand darin, eine geeignete Vielteilchenwellenfunktion zu finden, die das kollektive Verhalten der Elektronenpaare erfasst. Schrieffer lieferte die entscheidende Lösung: Er beschrieb die supraleitende Phase als einen kohärenten Zustand, in dem eine große Zahl von Elektronenpaaren synchron denselben quantenmechanischen Zustand einnimmt. Dies ist nicht nur energetisch günstiger, sondern führt auch zu einer kohärenten makroskopischen BCS-Vielteilchenwellenfunktion, die sich über den gesamten Festkörper erstreckt.
Die BCS-Wellenfunktion kann durch lokale Hindernisse (Atomkerne und Gitterstörstellen im Allgemeinen) nicht mehr beeinflusst werden und gewährleistet somit einen widerstandsfreien Ladungstransport. Dies verhindert eine Wechselwirkung mit dem restlichen Metall und begründet die typischen Eigenschaften eines Supraleiters wie den verschwindenden elektrischen Widerstand.

## Geschichte
- 1911: Heike Kamerlingh Onnes entdeckt die Supraleitung in Quecksilber[11] (Hg) bei 4,2 K.
- 1933: Walther Meißner & Robert Ochsenfeld entdecken den Meißner-Ochsenfeld-Effekt: Supraleiter verdrängen Magnetfelder bis auf eine dünne Oberflächenschicht, was auf ein fundamentaleres Phänomen als bloße perfekte Leitfähigkeit hindeutet:[12] idealer Diamagnetismus mit magnetischer Suszeptibilität {\displaystyle \chi =-1}.
- 1940er – 50er Jahre: Trotz verschiedener makroskopischer Theorien[13] (z. B. Zweiflüssigkeits-Modell, London-Gleichungen, Ginzburg-Landau-Theorie) bleibt der mikroskopische Mechanismus der Supraleitung ungeklärt.

Erste Hinweise auf einen Mechanismus (1950–1956)
- 1950: Lock et al.[1], Maxwell[2] und Serin et al.[3] entdecken den Isotopeneffekt: Die kritische Temperatur Tc und das kritische Magnetfeld Tc hängt von der Kernmasse des Supraleitermaterials ab, was die Phonon-Hypothese der Wechselwirkung stützt.
- 1950: Herbert Fröhlich schlägt vor, dass die Supraleitung durch eine Wechselwirkung zwischen Elektronen und Gitterschwingungen (Phononen) vermittelt wird.[14]
- 1950: Unabhängig von Herbert Fröhlich beschreibt John Bardeen eine Anziehungswechselwirkung zwischen Elektronen, vermittelt durch das Kristallgitter.[15]
- 1955: John Bardeen und David Pines untersuchen die Bewegung von Ionen, um die Elektron-Phonon-Wechselwirkungen in Metallen zu verstehen. Sie bestimmen langreichweitige Elektron-Ion-Korrelationen und gekoppelte Elektron-Ion-Wellen (Plasmawellen) sowie longitudinale Schallwellen. Sie stellen fest, dass die Vernachlässigung der Coulomb-Wechselwirkung gerechtfertigt ist.[16]

Die BCS-Theorie wird entwickelt (1956–1957)
- 1956: Leon Cooper konnte zeigen, dass bei beliebig kleiner anziehender Wechselwirkung zwischen zwei Elektronen der Grundzustand des Fermigases instabil wird und die Paarenergie abnimmt.[17] Es bilden sich Elektronenpaare im gebundenen Zustand, selbst bei tiefsten Temperaturen: Cooper-Paare.
- 1957: John Bardeen, Leon Cooper und Robert Schrieffer entwickeln eine Theorie, die auf der Tatsache beruht, dass die Phononenwechselwirkung negativ ist. Sie stellen fest, dass das Kriterium für Supraleitung im Wesentlichen darin besteht, dass diese negative Wechselwirkung das Matrixelement der Coulomb-Wechselwirkung dominiert.[18]
- 1957: John Bardeen, Leon Cooper und Robert Schrieffer formulieren die BCS-Theorie, die auf der Cooper-Paarbildung und einer kollektiven Wellenfunktion für alle Elektronenpaare basiert. Die Theorie zeigt, dass ein Fermi-System mit anziehender Wechselwirkung eine Energielücke entwickelt, wodurch ein makroskopisch kohärenter Zustand entsteht. Der Artikel Theory of Superconductivity wird in Physical Review[19] veröffentlicht und erhielt große Anerkennung.

Folgen & Erweiterungen (1960er–1980er)
- 1962: Brian Josephson[20] berechnete die Tunnelströme zwischen zwei Metallen für den Fall, dass beide Metalle supraleitend sind. Er sagte das Tunneln von Elektronenpaaren durch die Barriere voraus: Josephson-Effekt.
- 1963: Philip Warren Anderson und John Rowell beobachten den supraleitenden Josephson-Effekt und bestätigen die Vorhersage von Brian Josephson.[21]
- 1964: Robert Jaklevic, John J. Lambe, James Mercereau und Arnold Silver realisieren in den Ford Research Labs erfolgreich das erste supraleitende Quanteninterferenzgerät zur hochpräzisen Messung von Magnetfeldern:[22][23] SQUID (Superconducting Quantum Interference Device).
- 1972: Bardeen, Cooper und Schrieffer erhalten den Nobelpreis für Physik für ihre Theorie.[24]
- 1960er–1980er: Yakov Eliashberg erweiterte die BCS-Theorie um die starke Kopplung, die für einige Supraleiter erforderlich ist. Dabei muss sowohl der Einfluss der Phononen auf die Elektronen als auch der Einfluss der Elektronen auf die Phononen berücksichtigt werden.[25]

## Festkörperphysikalische Details

Abb. 2: Deformationsspur als Verdichtung der positiv geladenen Rümpfe (Netzebenen)

Die Supraleitung kann als eine neue Phase des Elektronengases in einem Metall betrachtet werden. Der Grundzustand des Elektronengases bei {\displaystyle T=0} wird instabil, sobald auch nur eine schwache attraktive Wechselwirkung zwischen zwei Elektronen existiert. Cooper zeigte in seiner Theorie, dass ein Elektron beim Durchqueren des Festkörpers aufgrund seiner negativen Ladung eine lokale Deformation der Ionenrümpfe verursacht. Diese Ansammlung positiver Ionenrümpfe übt eine anziehende Kraft auf ein zweites Elektron aus. Dadurch entsteht eine indirekte Wechselwirkung zwischen den Elektronen über die Gitterverzerrung – ähnlich wie zwei Kugeln in einem Trichter.
Die anziehende Wechselwirkung zwischen den Elektronen entsteht durch einen Zeitverzögerungseffekt, da die Ionen im Gitter wesentlich träger sind als die Elektronen. Wenn sich ein Elektron durch das Gitter bewegt, übt es eine Kraft auf die Ionen aus, die aber erst nach dem Durchgang des Elektrons eine Bewegung auslösen und so eine Polarisierung des Gitters bewirken (siehe Abbildung).
Da sich die Elektronen z. B. in Zinn mit einer Fermi-Geschwindigkeit von etwa
{\displaystyle v_{\text{F}}\approx {\text{1,9}}\cdot 10^{6}\,{\frac {\mathrm {m} }{\mathrm {s} }}}
bewegen, kann das Gitter nicht sofort folgen. Die größte Gitterverzerrung tritt erst bei einem Abstand
{\displaystyle s={\frac {v_{\text{F}}2\pi }{\omega _{\mathrm {D} }}}}
hinter dem Elektron auf, wobei {\displaystyle \omega _{\mathrm {D} }} die Debye-Frequenz der Gitterphononen ist. Diese ist proportional zur Debye-Temperatur {\displaystyle \Theta _{\mathrm {D} }=\hbar \omega _{\mathrm {D} }/k_{\text{B}}} und beträgt für graues Zinn {\displaystyle \Theta _{\mathrm {D} }={\text{260 K}}}. Mit der reduzierten Planck-Konstante {\displaystyle \hbar =h/2\pi ={\text{1,054}}\cdot 10^{-34}{\text{ Js}}} und der Boltzmann-Konstanten {\displaystyle k_{\mathrm {B} }=1{,}38\cdot 10^{-23}\;\mathrm {J/K} } lautet die Debye-Frequenz für Zinn: {\displaystyle \omega _{\mathrm {D} }=k_{\text{B}}\Theta _{\mathrm {D} }/\hbar ={\text{3,4}}\cdot 10^{13}{\text{ s}}^{-1}} und die charakteristische Zeit für diese Verzögerung beträgt etwa
{\displaystyle {\frac {2\pi }{\omega _{\mathrm {D} }}}\approx {\text{1,8}}\cdot 10^{-13}\,\mathrm {s} }
Damit erstreckt sich die indirekte Kopplung der Elektronen über eine Distanz von mehr als 340 nm. Dadurch wird die sonst stark abstoßende Coulomb-Wechselwirkung der Elektronen fast vollständig abgeschirmt.

## Quantenmechanische Interpretation

Abb. 3: Feynman-Diagramm der Wechselwirkung zweier Elektronen mit den Wellenvektoren k_{1} und k_{2} respektive via ein Phonon des Wellenvektors q zur Cooper-Paar-Bildung im Rahmen der BCS-Theorie

Das Verhalten des Elektrons kann auch quantenmechanisch interpretiert werden, indem die vom Elektron verursachte Gitterdeformation als Überlagerung von Phononen aufgefasst wird. Diese Phononen entstehen durch die Wechselwirkung des Elektrons mit dem Gitter und werden kontinuierlich emittiert und absorbiert.
Betrachtet man zunächst ein ideales Fermi-Gas der Elektronen, das keiner Wechselwirkung unterliegt (siehe Fermi-Dirac-Statistik). In diesem Zustand sind bei absoluter Nulltemperatur ({\displaystyle T=0}) alle möglichen Einteilchenzustände mit Wellenvektoren {\displaystyle {\vec {k}}} bis zur Fermi-Kante besetzt. Die höchste besetzte Energie, die so genannte Fermi-Energie, wird durch
{\displaystyle E_{\mathrm {F} }={\frac {\hbar ^{2}k_{\mathrm {F} }^{2}}{2m}}}
gegeben. Zustände mit Energien {\displaystyle E>E_{F}} bleiben unbesetzt.
Cooper modifizierte dieses System, indem er zwei zusätzliche Elektronen einführte, die sich oberhalb der Fermi-Energie befinden. Diese besitzen die Wellenvektoren {\displaystyle {\vec {k}}_{1}} und {\displaystyle {\vec {k}}_{2}} sowie die zugehörigen Energien {\displaystyle E({\vec {k}}_{1})} und {\displaystyle E({\vec {k}}_{2})}. Entscheidend ist nun, dass sich diese beiden Elektronen nicht unabhängig voneinander verhalten, sondern durch eine attraktive Wechselwirkung gekoppelt sind – eben jene Wechselwirkung, die durch die Wechselwirkung mit dem Kristallgitter vermittelt wird.
Alle anderen Elektronen im Fermi-See bleiben ungeordnet verteilt und beeinflussen diesen Kopplungsmechanismus nicht. Da das Pauli-Prinzip verbietet, bereits besetzte Zustände {\displaystyle |{\vec {k}}|<k_{\mathrm {F} }} innerhalb der Fermi-Kugel erneut einzunehmen, können sich die zusätzlichen Elektronen nur in höheren Energiebereichen aufhalten.
Ein wesentlicher Effekt dieser Wechselwirkung ist, dass die beiden Elektronen durch den Austausch von Phononen ständig ihre Wellenvektoren ändern. Dabei bleibt aber immer eine Erhaltungsgröße erhalten:
{\displaystyle {\vec {k}}_{1}+{\vec {k}}_{2}={\vec {k}}'_{1}+{\vec {k}}'_{2}={\vec {K}}}
Diese Bedingung stellt sicher, dass die Gesamtimpulsbilanz innerhalb des Systems erhalten bleibt.
Die Wechselwirkung im {\displaystyle {\vec {k}}}-Raum ist nicht uneingeschränkt, sondern auf einen schalenförmigen Bereich {\displaystyle \Delta k} um {\displaystyle k_{\mathrm {F} }} mit einer Energiebreite von {\displaystyle \hbar \omega _{\mathrm {D} }} begrenzt. Dieser Bereich liegt oberhalb der Fermi-Energie {\displaystyle E_{\mathrm {F} }}.
Die zugehörige graphische Darstellung zeigt, dass sich alle Elektronenpaare, die die obige Erhaltungsbedingung erfüllen, in einem rotationssymmetrischen Volumen um die Achse {\displaystyle {\vec {K}}} befinden. Dieses Volumen ist in der Abbildung dunkelgrau schattiert.

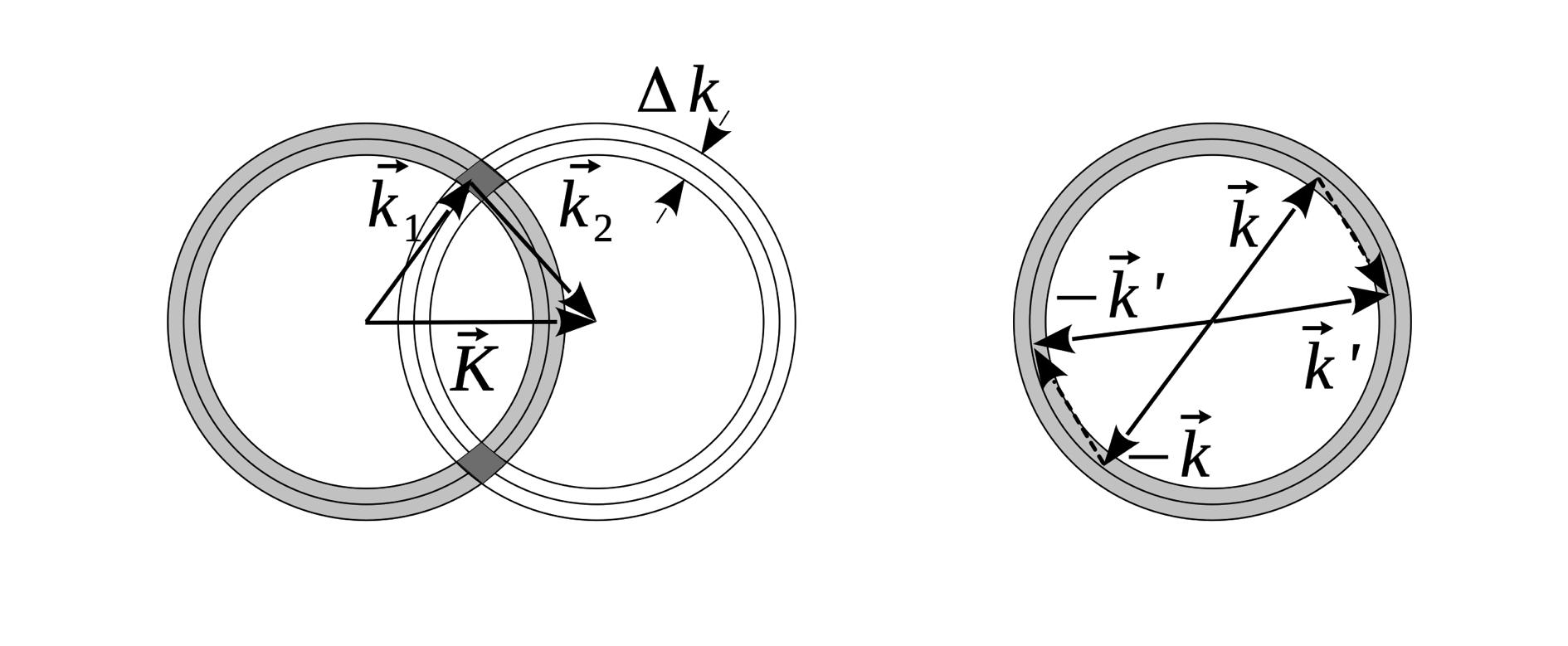
Abb. 4: Veranschaulichung von Elektron-Paarstößen im reziproken Raum der Wellenzahlen

Die Größe des betrachteten Volumens bestimmt direkt, wie viele Phononenaustauschprozesse zur Energieabsenkung beitragen können. Je größer dieses Volumen ist, desto stärker ist die effektive anziehende Wechselwirkung zwischen den Elektronen.
Die maximale Wechselwirkung tritt auf, wenn dieses Volumen am größten ist. Dies ist genau dann der Fall, wenn sich die beiden Schalen vollständig überlappen. Eine solche vollständige Überlappung ist aber nur möglich, wenn der Gesamtwellenvektor der Elektronenpaare {\displaystyle {\vec {K}}} verschwindet, also {\displaystyle {\vec {K}}=0} ist. Daraus ergibt sich folgende Bedingung:
{\displaystyle {\vec {k}}_{1}=-{\vec {k}}_{2}}
Im Folgenden genügt es, Elektronenpaare mit entgegengesetzten Wellenzahlvektoren zu betrachten. Die zugehörige Zwei-Teilchen-Wellenfunktion muss die Schrödingergleichung erfüllen:
{\displaystyle \left(-{\frac {\hbar ^{2}}{2m}}\left(\Delta _{1}+\Delta _{2}\right)+V({\vec {r}}_{1},{\vec {r}}_{2})\right)\psi ({\vec {r}}_{1},{\vec {r}}_{2})=(\varepsilon +2E_{\mathrm {F} })\psi ({\vec {r}}_{1},{\vec {r}}_{2})}
Dabei ist {\displaystyle \varepsilon } die Energie des Elektronenpaares bezogen auf den wechselwirkungsfreien Zustand. Es ergibt sich folgende Beziehung:
| {\displaystyle \varepsilon \approx -2\hbar \omega _{\mathrm {D} }e^{-2/V_{0}Z(E_{\mathrm {F} })}} |  | (1) |
| {\displaystyle \varepsilon \approx -2\hbar \omega _{\mathrm {D} }e^{-2/V_{0}Z(E_{\mathrm {F} })}} |  | (1) |
Z ist dabei die halbe Zustandsdichte, {\displaystyle \omega _{\mathrm {D} }} die Debye-Frequenz und {\displaystyle V_{0}} das attraktive Potential.
Es liegt ein gebundener Zwei-Elektronen-Zustand vor, dessen Energie im Vergleich zum vollständig besetzten Fermi-See um {\displaystyle \varepsilon =E-2E_{\mathrm {F} }<0} reduziert ist. Führt man nun eine, wenn auch noch so kleine, attraktive Wechselwirkung zwischen den Elektronen ein, so wird der Grundzustand des nicht-wechselwirkenden freien Elektronengases instabil. Diese Instabilität führt zur Ausbildung einer hohen Dichte von Elektronenpaaren, die als Cooper-Paare {\displaystyle ({\vec {k}},-{\vec {k}})} bezeichnet werden. Dieser neue Zustand entspricht der supraleitenden Phase. Für Elektronen gilt weiterhin das Pauli-Prinzip bezüglich ihrer Zustände innerhalb der Fermi-Kugel. Da die Zwei-Teilchen-Wellenfunktion symmetrisch in Bezug auf die Vertauschung der Elektronen ist, die gesamte Wellenfunktion einschließlich der Spins aber antisymmetrisch sein muss, müssen die beiden Elektronen eines Cooper-Paares entgegengesetzte Spins haben: {\displaystyle ({\vec {k}}\uparrow ,-{\vec {k}}\downarrow )}.
Die Bildung eines einzelnen Cooper-Paares führt zu einer Abnahme der Gesamtenergie des Fermi-Sees, wie in (1) berechnet. Zwei Elektronen mit entgegengesetzten Wellenvektoren und Spins bilden einen gekoppelten Zustand, in dem sie kontinuierlich die verschiedenen Paarzustände wie {\displaystyle ({\vec {k}}\uparrow ,-{\vec {k}}\downarrow )} und {\displaystyle ({\vec {k}}'\uparrow ,-{\vec {k}}'\downarrow )} besetzen. Diese Paarwechselwirkung sorgt dafür, dass die Elektronen durch Paarstöße von {\displaystyle ({\vec {k}}\uparrow ,-{\vec {k}}\downarrow )} nach {\displaystyle ({\vec {k}}'\uparrow ,-{\vec {k}}'\downarrow )} ineinander übergehen, wodurch das System insgesamt energetisch günstiger wird.
Dieser Mechanismus führt zu einer Kettenreaktion: Je mehr Cooper-Paare sich bilden, desto weiter sinkt die Gesamtenergie. Die Paarbildung erfordert jedoch eine Anregung oberhalb der Fermi-Energie {\displaystyle E_{\text{F}}}, was zwangsläufig mit einer Erhöhung der kinetischen Energie verbunden ist. Der Gleichgewichtszustand des Systems stellt sich also durch ein feines Gleichgewicht zwischen der durch die Paarung gewonnenen Energie und der zusätzlich aufgewendeten kinetischen Energie ein.
Entscheidend ist, dass die Gesamtenergieabnahme nicht einfach als Summe der Beiträge der einzelnen Cooper-Paare betrachtet werden kann. Jedes neu gebildete Paar beeinflusst die bereits vorhandenen Paare, so dass die Wechselwirkungen innerhalb des Systems eine zentrale Rolle spielen. Um den Grundzustand des gesamten Elektronensystems bei {\displaystyle T=0{\text{K}}} zu bestimmen, muss daher das Minimum der Gesamtenergie unter Berücksichtigung sowohl der kinetischen Energie der Elektronen als auch der durch die Elektron-Phonon-Wechselwirkung vermittelten Paarwechselwirkung gefunden werden.
Die Kondensationsenergie der supraleitenden Phase ergibt sich aus der Differenz zwischen der Gesamtenergie des supraleitenden Zustandes {\displaystyle W_{\text{BCS}}} und der Energie {\displaystyle W_{n}} des normalleitenden Fermi-Sees ohne anziehende Wechselwirkung. Die spezifische Kondensationsenergiedichte dieser Energiedifferenz ist gegeben durch:
{\displaystyle {\frac {W_{\text{BCS}}-W_{n}}{L^{3}}}=-{\frac {1}{2}}Z(E_{\text{F}})\Delta ^{2}}
Das bedeutet, dass der Übergang in den supraleitenden Zustand mit einer Energieabnahme einhergeht, sobald {\displaystyle \Delta } von Null verschieden ist.
Anschaulich betrachtet können {\displaystyle Z(E_{\text{F}})\cdot \Delta } Elektronenpaare pro Volumen innerhalb eines Energiebereichs von {\displaystyle \Delta } unterhalb der Fermi-Kante in einen kollektiven quantenmechanischen Zustand bei {\displaystyle \Delta } unterhalb von {\displaystyle E_{\text{F}}} übergehen. Die Zustandsdichte {\displaystyle Z(E_{\text{F}})} gibt an, wie viele dieser Paare pro Volumeneinheit an der Bildung des supraleitenden Zustands beteiligt sind. Durch die Paarung erfahren diese Elektronen eine energetische Stabilisierung, wobei jedes Paar im Mittel eine Energie von {\displaystyle \Delta /2} gewinnt.
Eine bemerkenswerte Eigenschaft der Supraleitung ist, dass ein Suprastrom nicht mit der Zeit abklingt. In normalen Leitern verlieren die Elektronen durch Streuprozesse ihre gerichtete Bewegung, wodurch der Strom schnell zerfällt. Dies geschieht, weil die Fermi-Fläche, die durch das elektrische Feld {\displaystyle |{\vec {E}}|} über die Zeit {\displaystyle \tau } im Raum {\displaystyle k} um den Betrag {\displaystyle \delta k=e|{\vec {E}}|\tau /\hbar } verschoben wird, wieder in ihren Ausgangszustand {\displaystyle \delta k=0} zurückkehrt.
Im supraleitenden Zustand dagegen bewegen sich die Elektronen als Cooper-Paare mit gleichem Gesamtimpuls. Streuprozesse können den Schwerpunkt des verschobenen Fermi-Kreises, wie in Abbildung 1 rechts, nicht verändern, so dass der Strom erhalten bleibt. Ein Abklingen wäre nur möglich, wenn die Cooper-Paare aufgebrochen würden – ein Vorgang, der eine Energie erfordert, die mindestens der Bindungsenergie der Paare entspricht. Auf diese Weise bleibt der Suprastrom verlustfrei erhalten.
Es ist also möglich die Gesamtheit der Cooper-Paare im Gitter durch eine einzige Wellenfunktion zu beschreiben. Wie schon gezeigt, befinden sich alle Cooper-Paare gemeinsam in einem tiefer gelegenen Energieniveau. Diese Energiedifferenz wird zur Spaltung der Cooper-Paare benötigt und ist größer als jede durch Gitterstreuung vermittelbare Energie. Damit ergibt sich im Bändermodell um die Fermi-Energie {\displaystyle E_{\mathrm {F} }} eine Energielücke der Breite {\displaystyle \Delta } (siehe Bild 5), die ein einzelnes Elektron mindestens besitzen muss, um zum BCS-Grundzustand hinzugefügt werden zu können. Das Brechen eines Cooper-Paares erfordert die minimale Energie {\displaystyle 2\Delta }. Für potentielle Streuzentren im Gitter existiert nun, statt einzelner Cooper-Paare oder gar einzelner Elektronen, ein Kontinuum, das sich erst mit entsprechend größerem Energieaufwand auf ein höheres Niveau heben ließe. Da damit keine Energie durch Streuprozesse verloren gehen kann, ist der Stromfluss verlustfrei.

Abb. 5: Vereinfachte Darstellung des Anregungsspektums eines Supraleiters

Man beachte, dass die Bindung ein dynamisches Gleichgewicht ist: Cooper-Paare zerfallen ständig und werden ständig neu gebildet. Die Bindungsenergie eines Cooper-Paares beträgt etwa 1 meV, ist also gegenüber der metallischen Bindung von 1 … 10 eV sehr klein. Eine Bindung von Elektronen zu Cooper-Paaren kann in metallischen Supraleitern nur stattfinden, wenn die thermische Energie des Gitters klein gegenüber dieser Bindungsenergie ist.
Bei Temperaturen dicht unterhalb der Sprungtemperatur ist nur ein kleiner Teil der Leitungselektronen zu Cooper-Paaren kondensiert. Je tiefer die Temperatur sinkt, desto größer wird dieser Anteil, bis bei T=0 alle Elektronen im Wechselwirkungsbereich (um die Fermikante) zu Cooper-Paaren verbunden sind.

## Zusammenbrechen der Supraleitung
Bildet sich ein Cooper-Paar, so wird die Energiemenge {\displaystyle 2\Delta } freigesetzt.
Bei zu großer Energieeinwirkung von außen, sei es durch Wärmezufuhr, eine zu große Stromdichte, Bestrahlung oder dergleichen, werden die Paare allerdings wieder aufgebrochen, und die Elektronen gehen wieder ihre normale Wechselwirkung mit dem übrigen Metall ein. Das erklärt, warum Supraleitung nur bei tiefen Temperaturen, kleinen Strömen und geringen Magnetfeldern auftreten kann.
Dabei ist dies relativ zu sehen: Aktuelle Forschungsergebnisse von MgB2-Supraleitern zeigen, dass bei ausgeschaltetem Magnetfeld schon Stromdichten von 85 kA/cm² gemessen wurden.
Die Grenzen des supraleitenden Zustands haben wahrscheinlich den größten Einfluss auf die Anwendung der Supraleitung. Diese Grenzen werden durch drei physikalische Größen bestimmt. Die Temperatur {\displaystyle T_{c}}, die Stromdichte {\displaystyle j_{c}} und das äußere Magnetfeld {\displaystyle H_{c}}. Innerhalb dieses dreidimensionalen Zustandsraumes, der durch {\displaystyle T_{c}}, {\displaystyle j_{c}} und {\displaystyle H_{c}} begrenzt wird, existiert der supraleitende Zustand und außerhalb der normalleitende Zustand.

## Erfolge der BCS-Theorie
Die BCS-Theorie kann eine Vielzahl experimenteller Befunde der Supraleitung erklären. Hier sind die wichtigsten experimentellen Beobachtungen, die durch die Theorie erfolgreich beschrieben werden:

### Existenz einer Energielücke
Die wichtigste Vorhersage der BCS-Theorie ist die Existenz einer Energielücke {\displaystyle \Delta (T)}. Für {\displaystyle T=0} ist die Lücke {\displaystyle \Delta (0)} Teil eines Integrals:
{\displaystyle {\frac {1}{V_{0}Z(E_{\text{F}})}}=\int _{0}^{\hbar \omega _{\text{D}}}{\frac {{\text{d}}\eta }{\sqrt {\eta ^{2}+\Delta ^{2}}}}={\text{arsinh}}{\frac {\hbar \omega _{\text{D}}}{\Delta (0)}}}
und lautet explizit:
{\displaystyle \Delta (0)={\frac {\hbar \omega _{\text{D}}}{\sinh {\frac {1}{V_{0}Z(E_{\text{F}})}}}}\approx 2\hbar \omega _{\text{D}}{\text{e}}^{-1/V_{0}Z(E_{\text{F}})}\quad {\text{für }}V_{0}Z(E_{\text{F}})\ll 1}
Dabei ist {\displaystyle Z(E_{\text{F}})} die halbe Zustandsdichte, {\displaystyle V_{0}} das anziehende Potential und {\displaystyle \omega _{\mathrm {D} }} die Debye-Frequenz. Selbst eine kleine attraktive Wechselwirkung mit positivem {\displaystyle V_{0}} führt zu einer endlichen Lückenenergie. Für {\displaystyle T\neq 0} liefert die BCS-Theorie die Energielücke {\displaystyle \Delta (T)} als implizite Lösung der Integralgleichung:
{\displaystyle {\frac {1}{V_{0}Z(E_{\text{F}})}}=\int _{0}^{\hbar \omega _{\text{D}}}{\frac {{\text{d}}\eta }{\sqrt {\eta ^{2}+\Delta ^{2}}}}\left[1-2f\left({\sqrt {\eta ^{2}+\Delta ^{2}}}\right)\right]}
Der doppelte Wert der Fermi-Dirac-Statistik {\displaystyle f(E,T)=1/({\text{e}}^{E/k_{\text{B}}T}+1)} mit der Boltzmann-Konstante {\displaystyle k_{\text{B}}} erscheint, weil ein Cooper-Paar nur auftreten kann, wenn entweder der Zustand mit dem Wellenvektor {\displaystyle {\vec {k}}} oder {\displaystyle -{\vec {k}}} frei ist. Mit der Fermi-Funktion wird die BCS-Lückengleichung wie folgt geschrieben:
{\displaystyle {\frac {1}{V_{0}Z(E_{\text{F}})}}=\int _{0}^{\hbar \omega _{\text{D}}}{\frac {{\text{d}}\eta }{\sqrt {\eta ^{2}+\Delta ^{2}}}}\tanh \left({\frac {\sqrt {\eta ^{2}+\Delta ^{2}}}{2k_{\text{B}}T}}\right)}
Bei der Übergangstemperatur {\displaystyle T_{c}} verschwindet die Energielücke {\displaystyle \Delta (T_{c})=0} und das Integral vereinfacht sich:
{\displaystyle {\frac {1}{V_{0}Z(E_{\text{F}})}}=\int _{0}^{\hbar \omega _{\text{D}}}{\frac {{\text{d}}\eta }{\eta }}\tanh \left({\frac {\eta }{2k_{\text{B}}T_{c}}}\right)}
und kann numerisch integriert werden, was die Übergangstemperatur {\displaystyle T_{c}}:
{\displaystyle k_{\text{B}}T_{c}={\text{1,14}}\,\hbar \omega _{\text{D}}\,{\text{e}}^{-1/V_{0}Z(E_{\text{F}})}}
liefert. Damit ist der Wert der Energielücke {\displaystyle \Delta (0)} bei der Temperatur 0 K proportional zur Sprungtemperatur {\displaystyle T_{c}} im Supraleiter
{\displaystyle \Delta (T=0)=2\,\hbar \omega _{\text{D}}\,{\text{e}}^{-1/V_{0}Z(E_{\text{F}})}={\frac {\pi }{{\text{e}}^{\gamma }}}\,k_{\text{B}}T_{c}={\text{1,764}}\,k_{\text{B}}T_{c}}
und spiegelt sich in der elektronischen Zustandsdichte wider (Euler-Konstante {\displaystyle \gamma ={\text{0,577...}}}). In der Nähe von der Sprungtemperatur {\displaystyle T_{c}} erhält man
{\displaystyle {\frac {\Delta (T)}{\Delta (0)}}\approx {\text{1,74}}\,{\sqrt {1-{\frac {T}{T_{c}}}}}\qquad {\text{für }}T\approx T_{c}}
Aus der Molekularfeldtheorie sind solche {\displaystyle {\sqrt {T_{c}-T}}} Verläufe bekannt. Diese Lücke kann experimentell durch Tunnelmessungen (z. B. Josephson-Kontakte) oder optische Spektroskopie (mit Mikrowellen) nachgewiesen werden. Das Fehlen niederenergetischer Anregungen im Supraleiter erklärt die Abwesenheit von elektrischem Widerstand.

### Isotopeneffekt
Die kritische Temperatur {\displaystyle T_{c}} hängt von der Atommasse M des Wirtsmaterials ab: {\displaystyle T_{c}\propto M^{-\alpha }} mit {\displaystyle \alpha \approx {\text{0,5}}}, was experimentell bestätigt wurde.
{\displaystyle \Delta (T=0)={\frac {\hbar \omega _{\text{D}}}{\sinh(1/V_{0}Z(E_{\mathrm {F} }))}}\approx 2\hbar \omega _{\mathrm {D} }e^{-1/V_{0}Z(E_{\mathrm {F} })}\quad {\text{mit}}\quad \omega _{\mathrm {D} }\propto v_{\text{F}}{\sqrt {\frac {m}{M}}}\,k\propto {\frac {1}{\sqrt {M}}}}
Dabei ist Z, wie oben, die halbe Zustandsdichte und {\displaystyle V_{0}} das anziehende Potential. In isotropen Metallen ist die Debye-Frequenz {\displaystyle \omega _{\mathrm {D} }} proportional zum Wellenvektor k, zur Fermi-Geschwindigkeit {\displaystyle v_{\text{F}}} und zur Schallgeschwindigkeit {\displaystyle c\propto v_{\text{F}}{\sqrt {m/M}}} der Phononen mit der Elektronenmasse m und der Ionenmasse M. Dies ist ein direkter Hinweis auf die Beteiligung von Phononen an der Supraleitung.

### Wärmekapazitätssprung bei der Sprungtemperatur
Bei sehr tiefen Temperaturen ist die Energielücke nahezu unabhängig von T. Die Zufuhr von Energie in das Elektronensystem führt zum Aufbrechen der Cooper-Paare. Dazu ist eine Anregung über die Energielücke notwendig. Da die Anregungswahrscheinlichkeit nach der Boltzmann-Verteilung {\displaystyle \propto \exp(-{\text{Anregungsenergie}}/k_{\text{B}}T)} abnimmt, erwartet man eine exponentielle Abnahme des elektronischen Anteils der spezifischen Wärme. Für den Temperaturbereich {\displaystyle T\ll T_{c}} gibt es einen allgemein gültigen Ausdruck für den supraleitenden elektronischen Anteil der spezifischen Wärme {\displaystyle C_{es}}, der experimentell bestätigt wird:
{\displaystyle {\frac {C_{es}}{C_{en}}}={\text{1,34}}\,\left({\frac {\Delta (0)}{k_{\text{B}}T}}\right)^{3/2}{\text{e}}^{-\Delta (0)/k_{\text{B}}T}}
Bei der kritischen Temperatur {\displaystyle T_{c}} zeigt die spezifische Wärmekapazität einen diskontinuierlichen Sprung, genau wie von der BCS-Theorie vorhergesagt. Mit der spezifischen Wärmekapazität der Elektronen im normalleitenden Zustand {\displaystyle C_{en}=\textstyle {\frac {\pi ^{2}}{3}}k_{\text{B}}^{2}TZ(E_{\mathrm {F} })}, gilt für diesen Sprung nach der BCS-Theorie:
{\displaystyle {\frac {C_{es}-C_{en}}{C_{en}}}={\frac {1}{{\frac {\pi ^{2}}{3}}k_{\text{B}}^{2}TZ(E_{\mathrm {F} })}}{\frac {Z(E_{\mathrm {F} })}{2}}\left(-{\frac {{\text{d}}\Delta ^{2}}{{\text{d}}T}}\right){\bigg |}_{T_{c}}\approx {\frac {{\text{1,74}}^{2}{\text{1,764}}^{2}}{2\pi ^{2}/3}}={\text{1,43}}}
mit den Energielücken {\displaystyle \Delta (T=0)={\text{1,764}}\,k_{\text{B}}T_{c}} und {\displaystyle \textstyle \Delta (T)\approx {\text{1,74}}\,\Delta (0){\sqrt {1-{\frac {T}{T_{c}}}}}}. Experimentelle Daten bestätigen diese Vorhersage, z. B. durch Wärmekapazitätsmessungen.

### Supraleitender Wärmewiderstand bei der Sprungtemperatur
Der Wärmetransport durch ein Metall wird von Leitungselektronen und Gitterschwingungen getragen. Die Elektronen tragen wesentlich mehr zur Wärmeleitung bei als das Gitter. Daher ist die Wärmeleitung in Supraleitern gut vorhersagbar. Bei Temperaturen unterhalb des kritischen Punktes ({\displaystyle T_{c}}) korrelieren die Elektronen mit abnehmender Temperatur zu Cooper-Paaren und sind damit vom Energieaustausch abgekoppelt. Der Beitrag der Elektronen zur Wärmeleitung wird immer kleiner. Die Wärmeleitung im supraleitenden Zustand ist also geringer und damit der Wärmewiderstand höher als im normalleitenden Zustand, sofern er im Wesentlichen durch die Elektronen verursacht wird.

### London-Gleichungen und das Fehlen eines inneren Magnetfelds (Meißner-Ochsenfeld-Effekt)
Die BCS-Theorie erklärt, warum Supraleiter Magnetfelder aus ihrem Inneren verdrängen (Meißner-Ochsenfeld-Effekt). Dies folgt aus der Ausbildung eines makroskopischen kohärenten Zustands {\displaystyle \psi ={\sqrt {n_{s}}}{\text{e}}^{{\text{i}}\varphi }} mit einer eindeutigen Phase {\displaystyle \varphi } und der Dichte der Cooper-Paare {\displaystyle n_{s}}, wodurch sich eine Suprastrom-Dichte {\displaystyle {\vec {j}}_{s}} ergibt, für die gilt:
{\displaystyle \mu _{0}\lambda _{L}^{2}{\vec {j}}_{s}=\textstyle -{\vec {A}}-{\frac {\hbar }{2e}}\nabla \varphi }
mit dem Vektorpotential {\displaystyle {\vec {A}}}, der magnetischen Suszeptibilität {\displaystyle \mu _{0}} und der Londonschen Eindringtiefe {\displaystyle \lambda _{L}}. Damit erfüllt die Superstrom-Dichte {\displaystyle {\vec {j}}_{s}} die 2. London-Gleichung:
{\displaystyle \nabla \times (\mu _{0}\lambda _{L}^{2}{\vec {j}}_{s})+\nabla \times {\vec {A}}=\nabla \times (\mu _{0}\lambda _{L}^{2}{\vec {j}}_{s})+{\vec {B}}=0}.
Mit der magnetischen Flussdichte {\displaystyle {\vec {B}}=\nabla \times {\vec {A}}}. Die Maxwellschen Gleichung {\displaystyle \nabla \times {\vec {B}}=-\mu _{0}{\vec {j}}_{s}} führt auf eine Differentialgleichung für die Flussdichte:
{\displaystyle \textstyle \nabla ^{2}{\vec {B}}-{\frac {1}{\lambda _{L}^{2}}}{\vec {B}}=0\quad \Rightarrow \quad B=B_{0}{\text{e}}^{-x/\lambda _{L}}}
Das Magnetfeld wird aus dem Supraleiter verdrängt, wenn es in Richtung {\displaystyle z} zeigt und der Supraleiter den Halbraum {\displaystyle x\geq 0} erfüllt. Aus {\displaystyle \nabla \times {\vec {B}}=-\mu _{0}{\vec {j}}_{s}} folgt {\displaystyle j_{s}=j_{s0}{\text{e}}^{-x/\lambda _{L}}} und der Suprastrom fließt nur in einer dünnen Oberflächenschicht der Dicke von einigen {\displaystyle \lambda _{L}}.

### Josephson-Effekt
Zwei Supraleiter, getrennt durch eine dünne Isolationsschicht, können dennoch einen Strom transportieren. Die zugrunde liegende makroskopische Wellenfunktion jedes Supraleiters besitzt eine Phase, {\displaystyle \varphi _{L}} auf der linken und {\displaystyle \varphi _{R}} auf der rechten Seite der Barriere. Brian Josephson entdeckte, dass durch den Tunnelkontakt ein Strom fließt, der durch die Beziehung
{\displaystyle I=I_{c}\sin(\varphi _{L}-\varphi _{R})}
beschrieben wird (DC-Josephson-Effekt). Dieser Strom hängt ausschließlich von der Phasendifferenz der Wellenfunktionen ab – ein direkter Hinweis auf deren kohärente Natur. Die Konstante {\displaystyle I_{c}} beschreibt den maximalen Strom, den der Kontakt ohne Spannungsabfall führen kann. Solange {\displaystyle I<I_{c}}, bleibt der Strom widerstandsfrei. Wird jedoch {\displaystyle I_{c}} überschritten, entsteht ein Spannungsabfall {\displaystyle V}, der eine kontinuierliche Phasenverschiebung bewirkt:
{\displaystyle \textstyle \Delta \varphi (t)=\Delta \varphi (0)+{\frac {2eV}{\hbar }}t.}
Diese Phasenänderung führt dazu, dass der Josephson-Strom
{\displaystyle \textstyle I=I_{c}\sin \left(\Delta \varphi (0)+{\frac {2eV}{\hbar }}t\right)}
nicht mehr konstant bleibt, sondern mit einer Frequenz {\displaystyle \textstyle \omega _{J}={\frac {2eV}{\hbar }}} oszilliert. Dieses Phänomen wird als AC-Josephson-Effekt bezeichnet und zeigt, dass eine konstante Spannung eine zeitlich veränderliche Suprastromantwort erzeugt – eine fundamentale Eigenschaft der Quantenmechanik in makroskopischen Systemen.
Dies bildet die Grundlage für supraleitende Quanteninterferometer (SQUIDs) und andere Anwendungen.

### Magnetische Flussquantisierung
In supraleitenden Ringen kann das Magnetfeld nur diskrete Quantenzustände annehmen, mit dem Flussquant:
{\displaystyle \varPhi _{0}={\frac {h}{2e}}}
Diese Quantisierung ist direkt mit der Bildung von Cooper-Paaren verbunden.

### Kohärenzfaktoren der Anregung einzelnen Teilchen

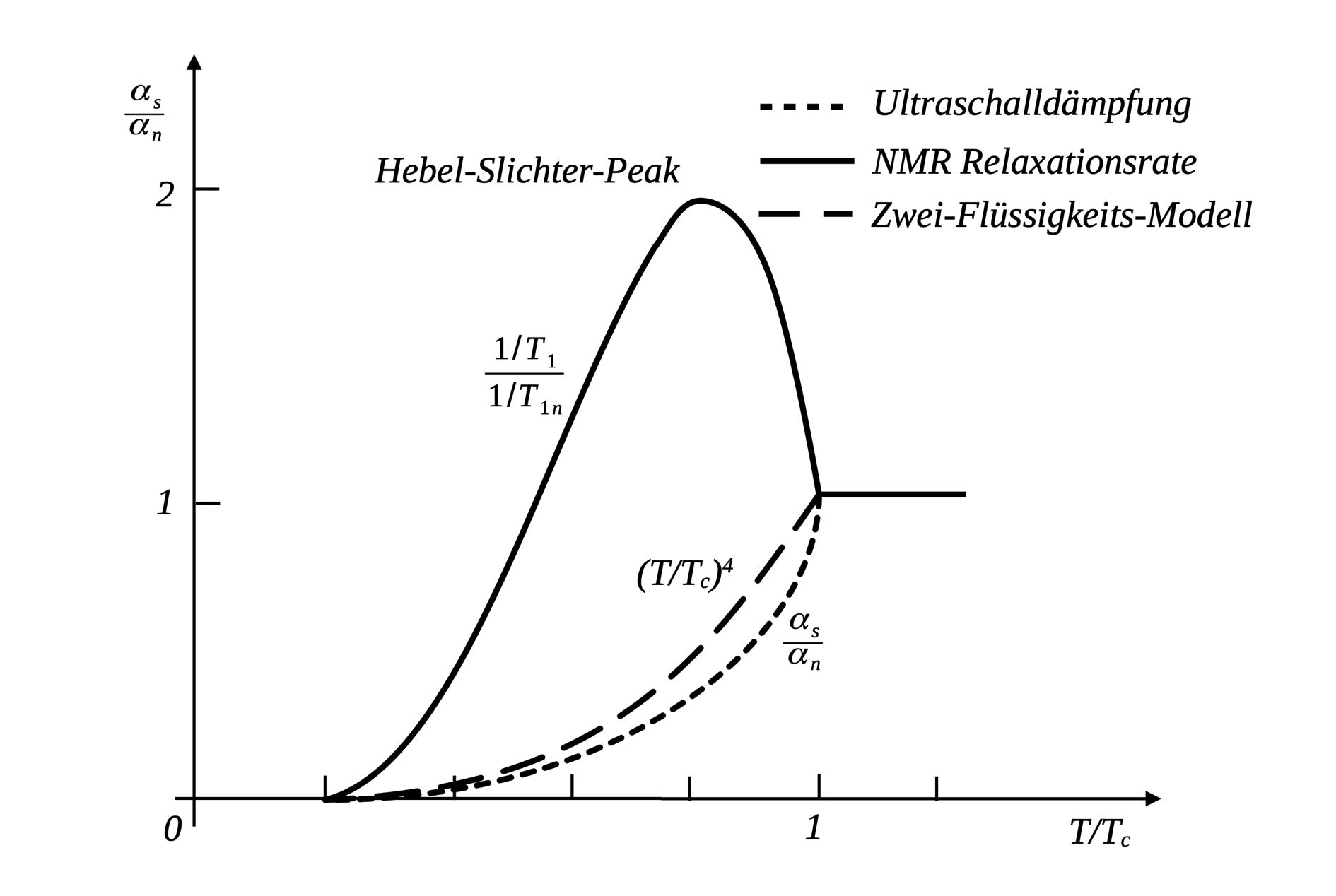
Abb. 6: Kohärenzeffekte der Kernspinresonanz mit Hebel-Slichter-Peak und Ultraschallabsorption bei der Übergangstemperatur zur Supraleitung

Die BCS-Wellenfunktion ist ein kohärenter Zustand von Cooper-Paaren {\displaystyle ({\vec {k}}\uparrow ,-{\vec {k}}\downarrow )}. Wird ein Teilchen des Paares {\displaystyle ({\vec {k}}\uparrow )\rightarrow ({\vec {k}}'\uparrow )} angeregt, so sagt die BCS-Theorie voraus, dass dies nicht unabhängig vom Partnerteilchen {\displaystyle (-{\vec {k}}\downarrow )} sein kann. Die Wahrscheinlichkeitsamplituden der Prozesse {\displaystyle ({\vec {k}}\uparrow )\rightarrow ({\vec {k}}'\uparrow )} und {\displaystyle (-{\vec {k}}\downarrow )\rightarrow (-{\vec {k}}'\downarrow )} interferieren. Die Art der Wechselwirkung bestimmt, ob die Interferenz konstruktiv oder destruktiv ist.

#### Dämpfungskoeffizient von Ultraschall
Ultraschall besteht aus mechanischen Schwingungen des Kristallgitters, die mit den Elektronen des Materials wechselwirken. In einem normalen Metall führt diese Wechselwirkung zur Absorption der Schallwellen mit einem geeigneten Dämpfungskoeffizienten, da die Elektronen Energie aufnehmen und Streuprozesse ermöglichen. In der supraleitenden Phase stehen die Elektronen nicht mehr als freie Quasiteilchen zur Verfügung, sondern bilden Cooper-Paare mit einer Bindungsenergie von {\displaystyle 2\Delta }. Damit ein Elektron durch Ultraschall angeregt werden kann, muss es eine Energie von {\displaystyle \geq 2\Delta } aufnehmen, um das Cooper-Paar aufzubrechen. Das bedeutet:
- Für {\displaystyle \hbar \omega <2\Delta } (niedrige Frequenzen) ist die Absorption des Ultraschalls stark reduziert, da keine Einzelanregungen der Elektronen mehr möglich sind.
- Für {\displaystyle \hbar \omega \geq 2\Delta } kann die Ultraschallwelle Energie auf die Elektronen übertragen, so dass die Absorption wieder zunimmt.

Bei Ultraschall wechselwirken die Elektronen mit einem einfachen skalaren Potential und die Ultraschalldämpfung hängt nur von der Impulsänderung ab. Die Anregung ist unabhängig vom Vorzeichen von {\displaystyle {\vec {k}}} oder der Spinrichtung {\displaystyle \sigma }. Die Amplituden für {\displaystyle ({\vec {k}}\uparrow )\rightarrow ({\vec {k}}'\uparrow )} und für {\displaystyle (-{\vec {k}}\downarrow )\rightarrow (-{\vec {k}}'\downarrow )} addieren sich und interferieren konstruktiv. Der Quotient aus der Ultraschallabsorption im Supraleiter {\displaystyle \alpha _{s}} und der Absorption im Normalzustand {\displaystyle \alpha _{n}} für {\displaystyle T>T_{c}} lautet:
{\displaystyle {\frac {\alpha _{s}}{\alpha _{n}}}={\frac {2}{1+{\text{e}}^{\Delta /k_{\text{B}}T}}}}
Für {\displaystyle T\ll T_{c}} verschwindet der Überschuss {\displaystyle \alpha _{s}/\alpha _{n}} der Reste nichtelektronischer Prozesse exponentiell, da die Anzahl der zur Absorption zur Verfügung stehenden thermischen Quasiteilchen gegen Null geht, wie die Abbildung 6 zeigt. Die Temperaturabhängigkeit der Lücke {\displaystyle \Delta (T)} kann aus den Abschwächungsdaten {\displaystyle \alpha _{s}/\alpha _{n}} abgeleitet werden.

#### Verhalten der Relaxationsrate der Kernspinresonanz (NMR) bei der Übergangstemperatur

Abb. 7: Prinzip der Andreev-Reflexion von Elektronen an der Grenzfläche von einem Normalleiter (N) zu einem Supraleiter (S)

In einem normalen Metall führt die Wechselwirkung zwischen Elektronen- und Kernspins zur Relaxation der Kernspins, die durch die Spin-Gitter-Relaxationszeit {\displaystyle T_{1}} beschrieben wird.
Bei der Kernspinresonanz wechselwirkt das Elektron mit einem elektromagnetischen Feld über ein Potential proportional zu {\displaystyle \hbar {\vec {k}}\cdot {\vec {A}}}. Das Vorzeichen wechselt für {\displaystyle {\vec {k}}\rightarrow -{\vec {k}}}. Die Amplituden interferieren destruktiv. Dies spiegelt sich in der Relaxationsrate {\displaystyle 1/T_{1}} der magnetischen Kernresonanz wider. Sie ist proportional zum Kohärenzfaktor
{\displaystyle {\frac {1/T_{1}}{1/T_{1n}}}=2\int _{\Delta }^{\infty }{\frac {E^{2}+\Delta ^{2}}{E^{2}-\Delta ^{2}}}\left(-{\frac {\partial f}{\partial E}}\right)\,{\text{d}}E}
mit der Fermi-Funktion {\displaystyle f(E)=1/({\text{e}}^{E/k_{\text{B}}T}+1)}. Dieses Integral divergiert logarithmisch. Aber in echten Metallen ist {\displaystyle \Delta _{\vec {k}}} anisotrop. Die Singularität in der Zustandsdichte verschwimmt etwas und das Integral konvergiert. Hohe Werte von {\displaystyle \alpha _{s}/\alpha _{n}} an der Energielücke {\displaystyle E\approx \Delta (T)} werden erwartet. Tatsächlich ist dies der Hebel-Slichter-Peak in der NMR-Relaxationsrate {\displaystyle T_{1}}. Diese Vorhersage in Abbildung 6 ist eines der wichtigsten Ergebnisse der BCS-Theorie.

### Andreev-Reflexion
Sie zeigt die Existenz von Cooper-Paaren und BCS-Energielücke. Die Andreev-Reflexion tritt an der Grenzfläche zwischen einem normalen Metall und einem Supraleiter auf. Dabei wird ein einfallendes Elektron aus dem Metall in ein Loch reflektiert, während sich im Supraleiter ein Cooper-Paar bildet. Dieser Vorgang ermöglicht den supraleitenden Transport durch die Grenzfläche.
Ein Elektron, das sich in einem normalleitenden Metall bewegt, befindet sich im Bloch-Zustand {\displaystyle {\vec {k}}} mit der Energie {\displaystyle \epsilon _{\vec {k}}}. Ist die Energie des Elektrons kleiner als die Energielücke {\displaystyle \Delta } des Supraleiters ({\displaystyle \epsilon _{\vec {k}}-E_{\text{F}}<\Delta }), kann es nicht eindringen und wird daher an der Grenzfläche reflektiert. Dies ist die normale Teilchenreflexion. Es ist aber auch etwas anderes möglich: Das Elektron kann sich mit einem anderen Elektron zu einem Cooper-Paar verbinden und ungehindert in den Supraleiter eindringen. Dabei wird eine Nettoladung von -2e auf das supraleitende Kondensat übertragen. Wegen der Ladungserhaltung muss dabei ein Loch mit entgegengesetztem Impuls (-{\displaystyle {\vec {k}}}) und Spin zurückbleiben. Es entsteht die in der Abbildung 7 dargestellte Situation. Das einfallende Elektron wird als Loch mit entgegengesetztem Impuls und Spin reflektiert, das sich genau auf der Bahn des einfallenden Elektrons zurückbewegt!
Die BCS-Theorie ist revolutionär, da sie nicht nur den Supraleitungseffekt erklärt, sondern auch viele experimentelle Beobachtungen genau vorhersagt. Sie bleibt die grundlegende Theorie für konventionelle Supraleiter, obwohl neuere Hochtemperatursupraleiter zusätzliche Mechanismen erfordern, die über die BCS hinausgehen.

## Hochtemperatursupraleitung und die BCS-Theorie
Die BCS-Theorie erklärt ursprünglich nur die konventionelle Supraleitung bei Temperaturen nahe dem absoluten Temperaturnullpunkt. Diese auch weiche oder ideale genannten Typ-I-Supraleiter zeigen einen vollständigen Meißner-Ochsenfeld-Effekt und eine gute Übereinstimmung zwischen Theorie und Experiment.
Die 1986 durch Bednorz und Müller entdeckte Hochtemperatursupraleitung, wie sie etwa in einigen Keramiken auftritt, kann entgegen anderslautenden Behauptungen ebenfalls durch die BCS-Theorie erklärt werden: es wurde nachgewiesen, dass auch bei Hochtemperatursupraleitern Cooper-Paare den Ladungstransport übernehmen. Jedoch ist der Mechanismus der Paarbildung nach wie vor ungeklärt; über die direkte Elektron-Phonon-Wechselwirkung kommt er nicht in Frage.
Die Beurteilung eines Supraleiters beruht auf dem absoluten Nullwiderstand und dem nahezu 100-prozentigen Diamagnetismus unterhalb von Tc unter einem niedrigen Magnetfeld. Die Supraleiter werden durch die Kondensation von Cooper-Paaren angetrieben. Dadurch reduziert sich die Entropie und zeigt einen sprunghaften Anstieg der Wärmekapazität der Elektronen. Zusammenhang von Hochtemperatursupraleitung und BCS-Theorie:

### McMillan Grenze 40 K
Die BCS-Theorie sagt voraus, dass oberhalb von 40 K keine Supraleiter geben sollte (G. M. Eliashberg, W. L. McMillan und P. W. Anderson). Ein Grund für die McMillan 40 K Grenze ist, dass sich die Phononenfrequenzen in supraleitenden Übergangsmetallverbindungen kaum unterscheiden. Ein weiterer Grund ist, dass starke Wechselwirkungen zwischen Elektronen und Phononen die Kristallgitter instabil werden lassen und das Material einfach zerfällt.

### Hochtemperatursupraleiter überschreiten die McMillan Grenze 40 K
Die Entdeckung der Hochtemperatursupraleitung in Cupraten mit Tc = 35 K bei La1,85Ba0,15CuO4, Tc = 92 K bei YBa2Cu3O7 im Jahre 1987, Tc = 122 K bei Tl2Ca2Ba2Cu3O10 und Tc = 135 K bei HgBa2Ca2Cu3O8+x durchbrechen die McMillan Grenze von 40 K. Im Jahre 2006 tauchten eisenhaltige Hochtemperatursupraleiter, sogenannte Eisenpniktid-Supraleiter Ba(Fe1-xCoxAs)2 auf. Die BCS-Theorie muss auf andere Paarmechanismen als die Elektron-Phonon-Kopplung erweitert werden.

### Hochtemperatursupraleitung durch Cooper-Paare
Experimente an Kuprat-Supraleitern zeigen: Die beobachtete Supraleitung beruht auf Cooper-Paaren mit verschwindendem Gesamtimpuls. Die Josephson-Frequenz {\displaystyle \omega _{J}=2eV/\hbar } und das Flussquantum {\displaystyle \Phi _{0}=h/2e} haben die üblichen Werte.

### Die BCS-Theorie muss die Lagenstruktur der Kuprat-Hochtemperatursupraleiter berücksichtigen
Die meisten Eigenschaften der Kuprat-Supraleiter lassen sich trotz fehlender Kenntnis des mikroskopischen Mechanismus der Supraleitung sehr gut mit der BCS-Theorie beschreiben, wenn man ihre Besonderheiten wie die hohen Sprungtemperaturen oder die starke Anisotropie aufgrund der Schichtstruktur berücksichtigt, da sie aus gut leitenden CO2-Schichten zwischen schlecht leitenden oder isolierenden Zwischenschichten bestehen. Zusätzlich muss die Fermi-Geschwindigkeit und die Zustandsdichte geschätzt werden.

### Hochtemperatursupraleitung durch Spin-Singulett-Cooper-Paare
Kernspinresonanzmessungen am 89Y einer Probe des Hochtemperatursupraleiters YBa2Cu3O7-δ (Tc = 90 K) im supraleitenden Zustand zeigen eine Resonanzverschiebung (Knight-Shift), die auf Cooper-Paare mit einer Spin-Singulett-Wellenfunktion {\displaystyle \phi _{\sigma _{1},\sigma _{2}}^{\text{Spin}}={\textstyle {\frac {1}{2}}}(|\uparrow \downarrow \rangle -|\downarrow \uparrow \rangle )} mit Gesamtspin S=0 hinweist.

### Hochtemperatursupraleiter weichen von der klassischen s-Wellen-Cooper-Paarbildung ab
In der ursprünglichen BCS-Theorie ist das Paarpotential {\displaystyle \Delta _{\vec {k}}=-V_{0}} unabhängig von {\displaystyle {\vec {k}}} und besitzt eine sphärische Symmetrie. Experimente an Josephson-Kontakten und winkelaufgelöster Fotoelektronenspektroskopie weisen auf einen dx2-y2 Wellen-Ordnungsparameter {\displaystyle \Delta _{\vec {k}}={\textstyle {\frac {1}{2}}}\Delta (\cos k_{x}a-\cos k_{y}a)} in der CO2-Schicht (x-y-Ebene) hin.

### Paarbildungsmechanismus bei Hochtemperatursupraleiter ist Bereich der aktuellen Forschung
Beim Hochtemperatursupraleiter YBa2Cu3O7 könnte das Fehlen des Isotopeneffekts darauf hindeuten, dass Gitterphononen beim Paarungsmechanismus nicht berücksichtigt werden. Wird das Material mit weniger als dem optimalen Sauerstoffanteil präpariert, so tritt z. B. bei YBa2Cu3O6,5 wieder ein Isotopeneffekt auf. Dieser ist aber schwächer als nach der BCS-Vorhersage. Möglicherweise spielen Phononen bei der Paarung eine Rolle, oder die Abweichungen resultieren aus Variationen der Gittereigenschaften, der Bandstruktur usw. Andere Kopplungsmechanismen anstelle von Phononen wären Spin-Fluktuationen, Plasmonen,....

### Erweiterung der BCS-Theorie für stark gekoppelte Supraleiter
Die BCS-Theorie ist ungeeignet für stark gekoppelte Supraleiter. Sie basiert auf der mikroskopischen Störungstheorie, die nur für schwach gekoppelte Supraleiter ({\displaystyle \lambda \ll 1}, mit {\displaystyle \lambda } als Kopplungskonstante) gültig ist. In stark gekoppelten Supraleitern (z. B. Pb, Nb, MgB2) weicht die Energielücke {\displaystyle \Delta (T)} von der BCS-Vorhersage ab. Die Eliashberg-Theorie erweitert die BCS-Theorie für starke Kopplung und beschreibt diese Materialien besser.
Die BCS-Theorie ist nach wie vor grundlegend für viele konventionelle Supraleiter, aber unzureichend für Hochtemperatursupraleiter, stark korrelierte Systeme und nicht-phononische Mechanismen. Erweiterungen wie die Eliashberg-Theorie, d-Wellen-Supraleitung und topologische Modelle sind notwendig, um moderne Supraleitungsphänomene zu beschreiben.

## Suprafluidität von3He und die BCS-Theorie
Die BCS-Theorie beschreibt die Supraleitung in Metallen durch die Bildung von Cooper-Paaren aus Elektronen, vermittelt durch Phononen. Eine ähnliche Physik tritt in der Suprafluidität von 3He mit (Kernspin s=1/2) bei einer kritischen Übergangstemperatur zum supraflüssigen Zustand von 2,7 mK auf, allerdings mit wesentlichen Unterschieden. In 3He gibt es keine Phononen-vermittelte Attraktion, da die Wechselwirkung zwischen 3He-Atomen rein abstoßend ist. Stattdessen kommt die Bindung durch eine ferromagnetische Spin-Fluktuation zustande, was zur Spin-Triplett-Paarung (S=1) mit p-Wellen-Orbitalstruktur (Gesamtbahnimpuls L=1, bereits antisymmetrisch) führt. Mit einer antisymmetrischen Gesamtwellenfunktion nach dem Pauli-Prinzip muss die Spinwellenfunktion symmetrisch sein, wenn die Spinkoordinaten der Teilchen vertauscht werden. Dies führt zu mehreren Suprafluidphasen, abhängig von Druck und Temperatur.
- A-Phase: Die Anderson-Brinkmann-Morrel-Zustand ist die Hochdruck- und Hochtemperatur-Phase, welche sich überdies von einem magnetischen Feld stabilisieren lässt. Die A-Phase besteht aus Spin-Tripletts mit zirkularer Polarisation (Sz = ±1) bilden, wobei nur die Zustände {\displaystyle |\uparrow \uparrow \rangle } und {\displaystyle |\downarrow \downarrow \rangle } beteiligt sind. Die Energielücke hat zwei Knotenpunkte am Nord- und Südpol der Fermi-Kugel.[74]
- B-Phase: Der Balain-Werthamer-Zustand ist die Niedertemperatur- und Niederdruck-Phase, welche eine isotrope Energielücke hat. Hier ist auch ein Spin-Triplett-Zustand mit der Polarisation {\displaystyle (|\uparrow \uparrow \rangle +|\downarrow \downarrow \rangle )/{\sqrt {2}}} involviert und führt zu niedrigeren Energien als die A-Phase.[75]
- A1-Phase: V. Ambegaokar und N.D. Mermin identifizierten die bei höheren Magnetfeldern auftretende A1-Phase mit einem Zustand, an dem nur einer der Spinzustände {\displaystyle |\uparrow \uparrow \rangle } oder {\displaystyle |\downarrow \downarrow \rangle } beteiligt ist.[76]

Die Suprafluidität von 3He ist eine BCS-ähnliche Kondensation, aber mit Spin-Triplett- und p-Wellen-Paaren, die von ferromagnetischen Fluktuationen anstelle von Phononen angetrieben werden. Die Existenz mehrerer Phasen und ihre topologischen Eigenschaften machen es zu einem einzigartigen Quantenzustand der Materie mit direktem Bezug zur Quanteninformationsverarbeitung.